# Litoria genimaculata
Litoria genimaculata är en groddjursart som först beskrevs av Horst 1883.  Litoria genimaculata ingår i släktet Litoria och familjen lövgrodor. IUCN kategoriserar arten globalt som livskraftig. Inga underarter finns listade i Catalogue of Life.